# جامعة بلغراد
جامعة بلغراد (صربيا: Универзитет у Београду) هي أقدم وأهم جامعة في صربيا. وهي ثاني أكبر جامعة في منطقة البلقان بعد جامعة أرسطو في تسالونيكي.
وهي واحدة من أقدم الجامعات في مدينة بيلغورود وأكبر جامعة في منطقة بيلغورود. تأسست جامعة بيلغورود الحكومية في عام 1876 كمعهد التربوي في البداية.في عام 1919 تم تحويل معهد بيلغورود التربوي إلى جامعة بيلغورود التربوية وفي عام 1920 - إلى جامعة بيلغورود التعليمية التربوية. فيعام 1923، أعيد تنظيمها إلى كليات التربوية ثم تم تحويلها في عام 1939 إلى جامعة بيلغورود الحكومية التربوية.تم إعادة تسميتها مرات عديدة حيث اسميت في نهاية المطاف في عام 1996 جامعة بيلغورد الحكومية باسم اومينسكوف .
Source: recas.ru
منذ تأسيسها، تلقى أكثر من 330,000 العزاب تعليمهم في الجامعة، حوالي 21300 magisters ، والأطباء المتخصصين 29,000 12,600

## التاريخ

### القرن التاسع عشر
تأسست عام 1808 باسم مدرسة بلغراد العليا في صربيا الثورية، من خلال 1838 اندمجت مع الإدارات كراغويفاتش مقرها في جامعة واحدة. الجامعة ما يقرب من 90000 طالبا (1700 بما في ذلك حول الدراسات العليا) وأكثر من 4200 من أعضاء هيئة التدريس.

### القرن الواحد والعشرون
تضم الجامعة واحدا وثلاثين كلية، وثمانية معاهد للبحوث العلمية، ونظام المكتبات الجامعية ومراكز المعلومات. وتتجمع الكليات أو الأقسام الأكاديمية في خمس مجموعات على أساس الخصائص الأكاديمي.
في عام 2010، كان في جامعة بلغراد في المرتبة 11th بين المؤسسات البحثية المائة الأعلى في وسط وأوروبا الشرقية (Webometrics ترتيب المراكز البحثية في العالم).

### معلومات عن الجامعة
ي 15 من اصل 32 جامعة التي منح لها لقب جامعة البحوث العلمية من قبل وزارة التعليم والعلوم الروسية.
في عام 2012 انضمت الجامعة إلى أفضل 30 جامعة وطنية من اصل 103 جامعة.
تتميز بكلية الاقتصاد وكلية الطب. في الترتيب الوطني للجامعات تاخذ رقم 37بين أفضل 100 جامعة.
تتكون الجامعة من عدة جامعات يتضمن الحرم الجامعي المركزي من 8 مباني أكاديمية ومكتبة البحوث ودار نشر، ومتحف التاريخ، مكتب الصحيفة الجامعية، مركز الإرشادالوظيفي، المركز الثقافي للشباب، بناية سكنية لأعضاء هيئة تدريسالجامعة، ومبنى إداري. يوفر هذا الحرم الجامعي مرافق للتدريب المهني للمحامين في المستقبلوعلماء اللغة والمترجمين وعلماء الأحياء، الكيمياء، الأطباء والصيادلة والصحفيين والجيولوجيين والجغرافيين، ومديري وخبراء الاقتصاد والمبرمجين.
لها مكتبة جامعية ضخمة تشكل 11 غرفة قراءة و 9 مكتبات وأكثر 1,2 مليون كتاب كما تتميز بالمتاحف التاريخية عددها 9 متحف ؛ متحفعلوم الطب الشرعي، ومتحف علم الحيوان، متحف الفحص الطبي الشرعي، متحف كلية التاريخ وفقه اللغة، ومتحف للتعدين وإدارة الموارد الطبيعية، ومتحفمعهد التربية، متحف المكتب الدولي.
جميع المخابر مجهزة تجهيزا كاملا باحدث التقنيات المتطورة.
كما تحتوي الجامعة على: عيادة، مدرسة الفروسية، حديقة نباتية، ومركز ترفيهي.
اما السكن الجامعي يقع على مقربة من الجامعة، تتوفر فيها الغرف المريحة المضيئة والواسعة مجهزة بالكامل بافضل اللوازم التي تؤمن البيئة اللازمة للدراسة والراحة حيث صمم بطريقة تسهل الطالب الوصول إلى الجامعة لان اساس الدراسة فيها هي الحضور الدائم للمحاضرات الجامعية.
اليوم جامعة بيلغورود الحكومية لديها 25 ألف طالب وطالبة من 85 منطقة فيروسيا و 1800 طالب أجنبي من 76 دولة، و 72 مدرس وطبيب، و 98 قسم و 74 مراكز للبحوث والمختبرات.
تقدمالجامعة برامج الدراسة للاختصاص، البكالوريوس والماجستير في 180 مجالات الدراساتوالتخصصات، فضلا عن 26 مجالات للتدريب و80 برامج تعليمي للطلابالدكتوراه. وهناك 12 مجلس علمي للأطروحة. يتم تنفيذ البحوث الأساسية والتطبيقية في 50 مناطق.
هناك 21 مركز ابحوث العلمية و 26 مركز للبحوث والمختبرات البحثية و 3 مراكز للاستخدام ات المشتركة للمعدات العلمية.

## الكليات
الكليات:
```
كلية الحقوق
كلية التربية الرياضية
كلية الروضة والابتدائي والتربية الخاصة
كلية التاريخ وفقه اللغة
```

كلية الرياضيات وعلوم التربية
كلية اللغات الأجنبية
كلية علم النفس
كلية الطب
كلية طب الأطفال والأعمال الطبية
```
كلية طب الأسنان
كلية الصيدلة
```

كلية التواصل بين الثقافات والعلاقات الدولية
```
الكلية التحضيرية
```

كلية الإدارة
كلية الاقتصاد
```
كلية الأعمال والخدمات
كلية الهندسة والتكنولوجيا والعلوم
كلية تقنية المعلومات والرياضيات التطبيقية
```

كلية الهندسة والفيزياء
كلية علم الأحياء والكيمياء
كلية التعدين والإدارة البيئية
```
كلية الصحافة
```

كلية الاجتماعية واللاهوتية

## حياة الطالب
من 300 إلى 350

## خريجون مشهورون
- عبد الرحمن المنيف، أحد أهم الروائيين العرب في القرن العشرين.
- دكتور محمد الدروبي، روائي سوري من مواليد حمص 1958,
- ديسانكا مكسيموفيتش، الصربية الشاعر.
- انا ايفانوفيتش، لاعبة تنس صربية مصنفة سابقا رقم واحد عالميا.

- دكتور \\ محمد فواز عبد المنعم \\ أحد أشهر أطباء تقويم الاسنان في سورية
وكان من أقدر واجود الأطباء العرب في يوغسلافيا وانشطهم ذو مكانة علمية واجتماعية كبيرة
- \\وزير الدفاع خالد العبيدي\\

## معرض صور

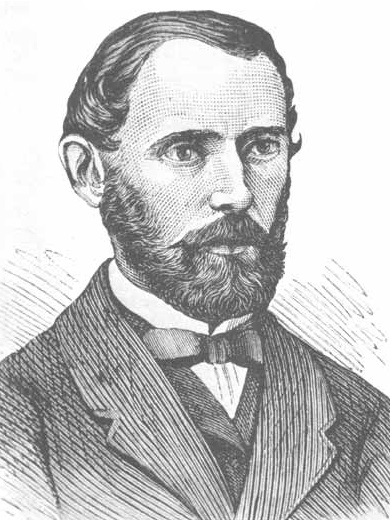
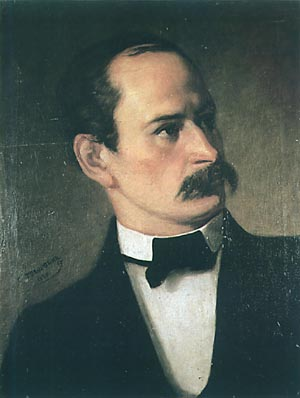
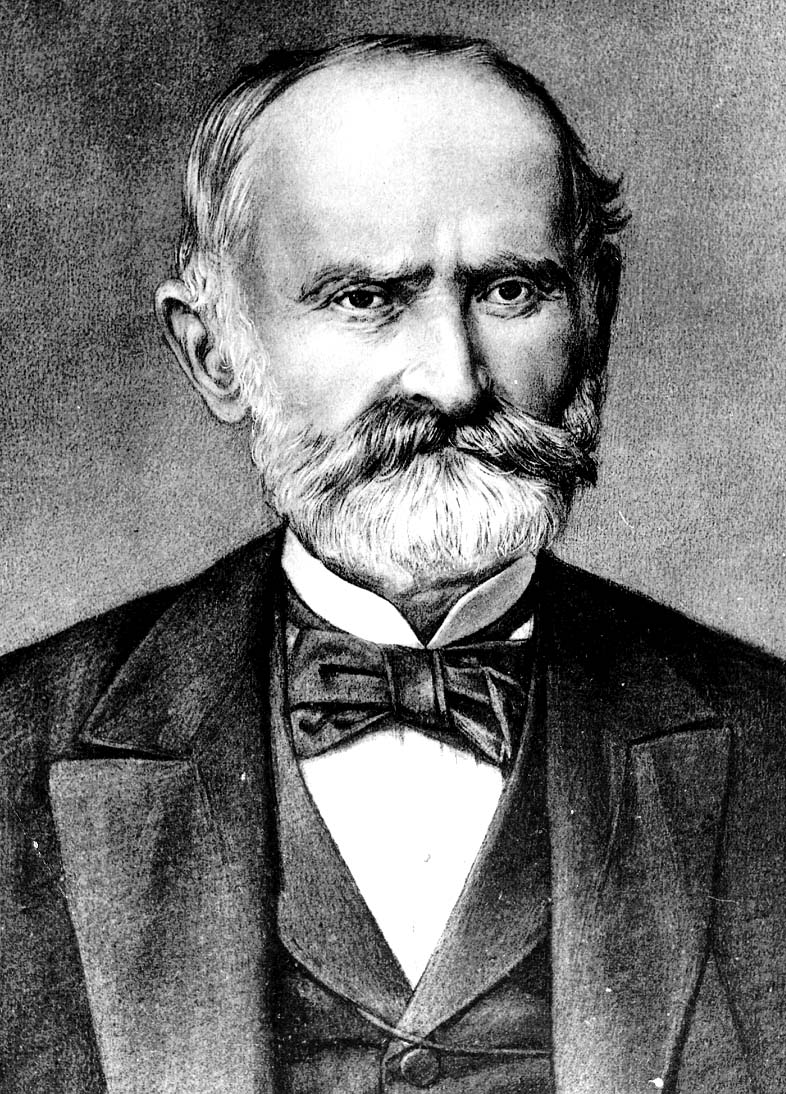
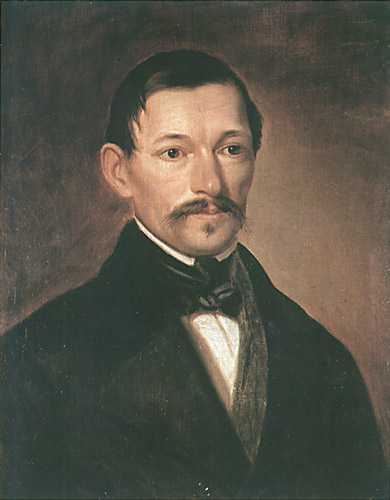

## وصلات خارجية
- الموقع الرسمي
- تحرير جامعة بلغراد  على فيسبوك.